# 東部恐鳥
東部恐鳥（Emeus crassus）是一種已經滅絕的恐鳥。當第一個標本最由Richard Owen描述時，它們認為是巨恐鳥屬的一種，但是後來被分裂成屬於東部恐鳥屬(Emeus)。目前，東部恐鳥是東部恐鳥屬中唯一的一種，因為其他兩種物種，現在被認為是雌鳥和雄鳥。
東部恐鳥的身高約1.5至1.8公尺。像其他恐鳥一樣，牠不能飛。牠的腳與其他恐鳥相比格外寬，使牠跑得非常緩慢。此種鳥的頭可能沒有羽毛。
東部恐鳥只住在紐西蘭南島的低地，如：森林，草原，山洞和灌木叢等，大約於西元1500年滅絕。